# سن رمو

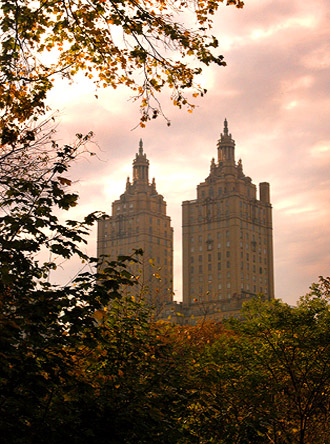
نمایی از برج‌های دو قلوی سن رمو از پارک مرکزی در فصل پاییز

سَن رمو (به انگلیسی: The San Remo) یک آپارتمان عیان‌نشین ۲۷ طبقه در بخش غربی منطقه محله منهتن در شهر نیویورک در ایالات متحده آمریکا است. این ساختمان بین خیابان‌های هفتادوچهار و هفتادوپنج و سه  بلوک بالاتر از ساختمان داکوتا قرار دارد.

## ساکنین مشهور
در گذشته و حال افراد مشهوری چون تایگر وودز، استیون اسپیلبرگ، داستین هافمن، بونو، استیو مارتین، بروس ویلیس و ... در این ساختمان اقامت داشته‌اند. استیو جابز نیز یک پنت‌هاوس در این ساختمان خرید و آن را بازسازی کرد ولی هرگز در آن زندگی نکرد و در نهایت آن را به بونو فروخت.

## اتفاقات مرتبط با ساختمان سَن‌رِمو
در تاریخ ۲۳ دسامبر ۲۰۱۳ میلادی، رابرت دبلیو ویلسون، سرمایه‌دار و مالک یک صندوق سرمایه‌گذاری بورس، پس از بخشیدن ثروت ۸۰۰ میلیون دلاری‌اش به چند سازمان خیریه، با پریدن از طبقه ۱۶ واحد آپارتمانی‌اش در ساختمان سَن رمو به زندگی خود پایان داد.